# William Hanna
Pour les articles homonymes, voir Hanna.
William Denby « Bill » Hanna, né le 14 juillet 1910 et mort le 22 mars 2001, est un animateur, réalisateur, producteur, doubleur, et dessinateur de presse américain, dont les personnages de séries télévisées et de films ont diverti des millions de téléspectateurs au XXe siècle.

## Biographie

### Jeunesse
William est né à Melrose (Nouveau-Mexique), et ses parents se nomment William John et Avice Joyce (Denby) Hanna. Il était le troisième de sept enfants. Hanna explique qu'il n'y avait « aucune guerre des sexes », hormis des rivalités entre frères,. Hanna est d'une famille irlandaise.
À ses trois ans, sa famille emménage à Baker City (Oregon), où son père travaillait sur le barrage de Balm Creek. C'est à cet endroit que Hanna développe sa passion pour des activités en plein air,. La famille emménage à Logan (Utah), avant de vivre à San Pedro, Californie, en 1917. Les deux années suivantes, ils emménagent à de nombreuses reprises avant de s'installer définitivement à Watts (Californie), en 1919.

### Débuts
Après avoir abandonné ses études, Hanna aide brièvement à la construction du Pantages Theatre à Hollywood,. Il perd son travail durant la Grande Dépression et en trouve un autre dans une laverie pour voitures. Le petit copain de sa sœur l'encourage, à cette période, à postuler au Pacific Title and Art, spécialisé dans les intertitres pour les films. En travaillant là-bas, le talent d'Hanna pour le dessin se révèle au grand jour, et se joint en 1930 au studio de Harman et d'Ising, créateur des séries Looney Tunes et Merrie Melodies. Hormis l'encrage et la peinture, Hanna se charge également de l'écriture des paroles de chansons. Pendant les premières années d'Hanna au studio, le studio conclut un partenariat avec Pacific Title et Leon Schlesinger. Hanna obtient l'opportunité de réaliser son propre cartoon en 1936 ; il réalise l'épisode To Spring, de la série Happy Harmonies. L'année suivante, MGM décide d'achever son partenariat avec Harman-Ising et de faire de la production maison.  Pendant les années 1930, Hanna gagne en expérience en travaillant sur des cartoons comme Captain and the Kids.
En 1937, pendant sa période à Metro-Goldwyn-Mayer (MGM), Hanna rencontre Joseph Barbera. Les deux hommes collaborent et créent les cartoons Tom et Jerry, en plus de films d'action live.

### Tom et Jerry
En 1940, Hanna et Barbera s'allient pour réaliser Faites chauffer la colle !, nommé pour l'Oscar du meilleur court métrage d'animation,. Le studio souhaitait un autre thème de cartoon, mais malgré le succès de Faites chauffer la colle !, le superviseur d'Hanna et Barbera, Fred Quimby, ne voulait plus produire de cartoons axés chat et souris. Surpris par le succès de Faites chauffer la colle !, Hanna et Barbera ignorent le point de vue de Quimby et continuent la réalisation de leur cartoon. À cette période, cependant, Hanna souhaitait retourner travailler chez Ising, envers qui il était loyal. Quimby donne par la suite la permission à Hanna et Barbera de développer plus en détail l'idée du chat et de la souris. Ils créent alors la série qui se popularise très fortement par la suite, Tom et Jerry.
Inspiré des personnages présentés dans Faites chauffer la colle !, la série suit Jerry, une petite souris anthropomorphe harcelant constamment son éternel ennemi, Tom,. Hanna explique qu'ils se sont basés sur le thème du chat et de la souris : « Nous savions que nous avions besoin de deux personnages. Nous pensions que nous avions besoin de conflit, de courses-poursuites, d'action. Et un chat poursuivant une souris était une bonne base. » Ces personnages apparaissent pour la première fois en 1941 dans l'épisode The Midnight Snack. Pendant les 17 années suivantes, Hanna et Barbera travaillent presque exclusivement sur Tom et Jerry avec la réalisation de plus de 114 courts-métrages d'animation à succès. Pendant la Seconde Guerre mondiale, ils réalisent un film basé sur la série. Tom et Jerry se base plus sur l'action visuelle que sur le dialogue. Malgré sa popularité, Tom et Jerry a souvent été critiqué pour sa violence excessive,. Néanmoins, la série remporte son premier Academy Award pour son onzième cartoon, La souris part en guerre (1943) — une aventure au temps de la Guerre. Tom et Jerry est nommé pour 14 Academy Awards, et n'en remporte que 7. Aucun autre court-métrage d'animation du genre n'a pu dépasser ce nombre d'Oscars, même dans d'autres séries qui présentaient les mêmes personnages,. Tom et Jerry sont également apparus dans plusieurs films live-action de chez MGM dont Escale à Hollywood (1945), Invitation à la danse (1956) avec Gene Kelly, et Traversons la Manche (1953) avec Esther Williams,,.

### Hanna-Barbera
En 1957, Hanna et Barbera fondent ensemble Hanna-Barbera, qui devient par la suite le studio d'animation télévisé à succès, auteur de séries comme Les Pierrafeu, Roquet belles oreilles, Les Jetson, Scooby-Doo, Les Schtroumpfs, et Yogi l'ours. En 1967, Hanna–Barbera est racheté par Taft Broadcasting (en) pour 12 millions $, mais Hanna et Barbera restent à la tête de l'entreprise jusqu'en 1991. À cette période, le studio est racheté par Turner Broadcasting System, qui, par la suite, deviendra Time Warner.
Hanna et Barbera remportent sept Academy Awards et huit Emmy Awards. Leurs dessins animés deviennent célèbres, et leurs personnages sont parus dans une variété de films, ouvrages, jouets, et autres médias. Les émissions Hanna–Barbera ont recensé plus de 300 millions de téléspectateurs durant les années 1960, et ont été traduites en 28 langues.

### Mort
Il meurt des suites d'un cancer le 22 mars 2001, à North Hollywood en Californie.

## Vie privée
En 1922, à Watts, il devient scout. Il étudie au Compton High School (en) de 1925 à 1928, dans lequel il jouait du saxophone dans un groupe musical. Passionné de musique, il écrit de nombreuses chansons pour ses cartoons, dont le thème de la série Les Pierrafeu,,,. Hanna devient Eagle Scout et se passionne pour le scoutisme,. À l'âge adulte, il devient chef scout et il est récompensé du Distinguished Eagle Scout Award par les Boy Scouts of America en 1985,,. Malgré ses nombreuses récompenses liées à sa carrière, Hanna reste fier de cette distinction. Il s'intéressait également au nautisme et chantait dans un quatuor barbershop,,. Hanna étudie le journalisme et l'ingénierie structurale au Compton City College,, mais devra abandonner ses études au lendemain de la Grande Dépression.
Le 7 août 1936, Hanna épouse Violet Blanch Wogatzke (née le 23 juillet 1913), un mariage qui dure 64 ans. Elle met au monde deux enfants : David William et Bonnie Jean, ils ont sept petits-enfants. En 1996, Hanna, avec l'aide de l'écrivain Tom Ito, publie son autobiographie — Joe Barbera avait publié la sienne deux ans auparavant.

## Postérité
Après son décès, la chaîne Cartoon Network diffuse un portrait de William Hanna de 20 secondes avec la phrase « We'll miss you – Cartoon Network » (soit Tu vas nous manquer - Cartoon Network).